# 新潟県道502号大桑原芋赤線
新潟県道502号大桑原芋赤線（にいがたけんどう502ごう おおくわばらいもあかせん）は新潟県南魚沼市内を通る一般県道である。

## 概要

### 路線データ
- 起点：新潟県南魚沼市大桑原
- 終点：新潟県南魚沼市芋赤（国道291号交点）

## 地理

### 通過する自治体
- 新潟県
南魚沼市

### 交差する道路
- 国道291号（南魚沼市芋赤）
- 新潟県道573号雷土新田浦佐線（南魚沼市雷土新田）
- 国道291号（終点：南魚沼市芋赤）

### 沿線
- 南魚沼市立三用小学校
- 雪国まいたけ 第5バイオセンター